# Jure Košir
Jure Košir, né le 24 avril 1972 à Jesenice, est un ancien skieur alpin slovène.

## Jeux olympiques
- Jeux olympiques de 1994 à Lillehammer (Norvège) :
  -  Médaille de bronze en Slalom

## Coupe du monde
- Meilleur résultat au classement général : 3e en 1995
  - 3 victoires : 3 slaloms
  - 20 podiums

### Saison par saison
- Coupe du monde 1992 :
  - Classement général : 112e
- Coupe du monde 1993 :
  - Classement général : 26e
- Coupe du monde 1994 :
  - Classement général : 15e
    - 1 victoire en slalom : Madonna di Campiglio
- Coupe du monde 1995 :
  - Classement général : 3e
- Coupe du monde 1996 :
  - Classement général : 13e
- Coupe du monde 1997 :
  - Classement général : 30e
- Coupe du monde 1998 :
  - Classement général : 21e
- Coupe du monde 1999 :
  - Classement général : 12e
    - 2 victoires en slalom : Kranjska Gora et Kitzbühel
- Coupe du monde 2000 :
  - Classement général : 31e
- Coupe du monde 2001 :
  - Classement général : 25e
- Coupe du monde 2002 :
  - Classement général : 43e
- Coupe du monde 2003 :
  - Classement général : 146e
- Coupe du monde 2004 :
  - Classement général : 83e
- Coupe du monde 2005 :
  - Classement général : 85e
- Coupe du monde 2006 :
  - Classement général : 123e

## Arlberg-Kandahar
- Meilleur résultat : 3e place dans le slalom 1994 à Chamonix